# Лиственница (древесина)
Лиственница — древесина различных видов деревьев рода Лиственница (лат. Larix). 
Лиственницы представляют собой род опадающих хвойных деревьев и кустарников, включающий в себя около 20 видов и распространённый в северной Евразии и Северной Америке. Древесина лиственницы используется в качестве строительной и мебельной, намного реже — как дрова. Экономический интерес представляют прежде всего Лиственница европейская (лат. Larix decidua), Лиственница сибирская (лат. Larix sibirica) в Евразии, а в Северной Америке — Лиственница американская (лат. Larix laricina) и Лиственница западная (лат. Larix occidentalis). Сюда же относятся виды, имеющие меньшее и региональное значение, среди них Лиственница тонкочешуйчатая (лат. Larix kaempferi) с японского острова Хонсю, которую частично выращивают также в Европе, и выведенная из европейской и японской Лиственница гибридная (лат. Larix eurolepis). Возраст порубки европейской лиственницы составляет от 100 до 140 лет, при этом в горах эти деревья могут достигать возраста от 200 до 400 лет.

## Названия
Древесина европейской лиственницы может сильно различаться по свойствам в зависимости от происхождения и условий произрастания. Различаются прежде всего каменная или горная лиственница, росшая в горах и обладающая равномерной древесиной с тонкими годичными кольцами, и луговая лиственница из низин с губчатой структурой древесины с широкими годичными кольцами. К низинным лиственницам часто причисляют все лиственницы, выращенные искусственно за пределами Альп. Также используются такие названия как альпийская лиственница, татранская лиственница, судетская лиственница и польская лиственница, указывающие на области распространения европейской лиственницы.
Древесина лиственницы с сильно выраженной красной окраской называется также кровавая лиственница.

## Свойства
Лиственница, подобно сосне и дугласии, имеет выраженную разницу между ядровой древесиной и заболонью. Цвет последней от светло-жёлтого до красноватого, ядровая древесина явственно темнее, от ярко-красного до красно-коричневого. Для использования в качестве строительной древесины ствол очищают от заболони, оставляя только ядро.
Особенностью этой древесины являются многочисленные тёмные сучки диаметром примерно с карандашный, образующиеся в ранний период роста дерева и потом врастающие в древесину как сухие «гвоздевые сучья». Светлая ранняя древесина в годичных кольцах резко отделена от тёмной поздней. Более плотная и тяжёлая поздняя древесина составляет при ширине годичных колец 1-2 мм 1/3 — 1/4 ширины годичного кольца. Вследствие этого резкого различия годичные кольца также чётко разделены между собой и образуют при поперечном разрезе характерный узор, а при продольном — полосатость. Смоляные каналы видны как маленькие светлые точки, а древесные лучи очень тонкие и едва различимы.

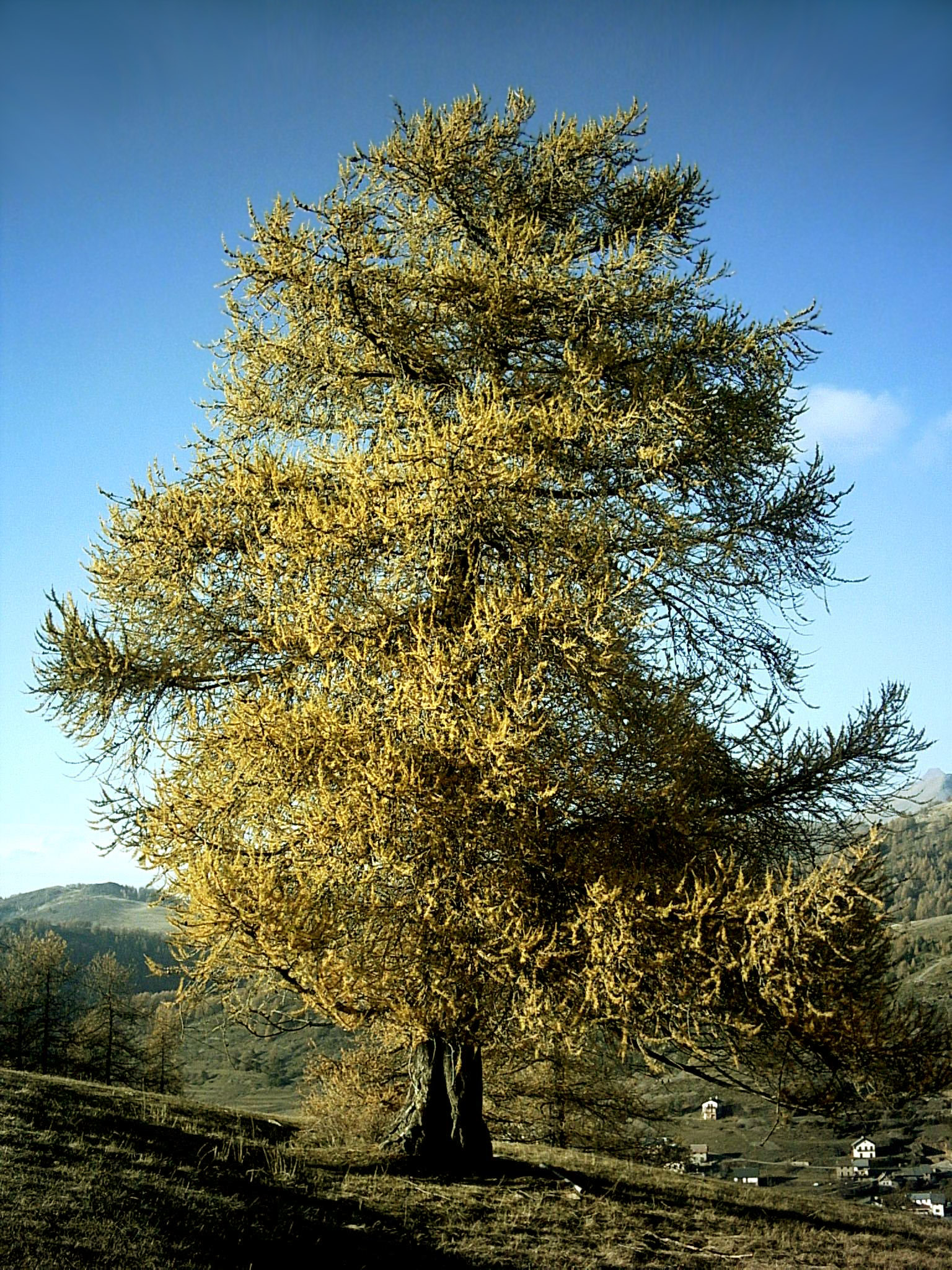
Габитус европейской лиственницы
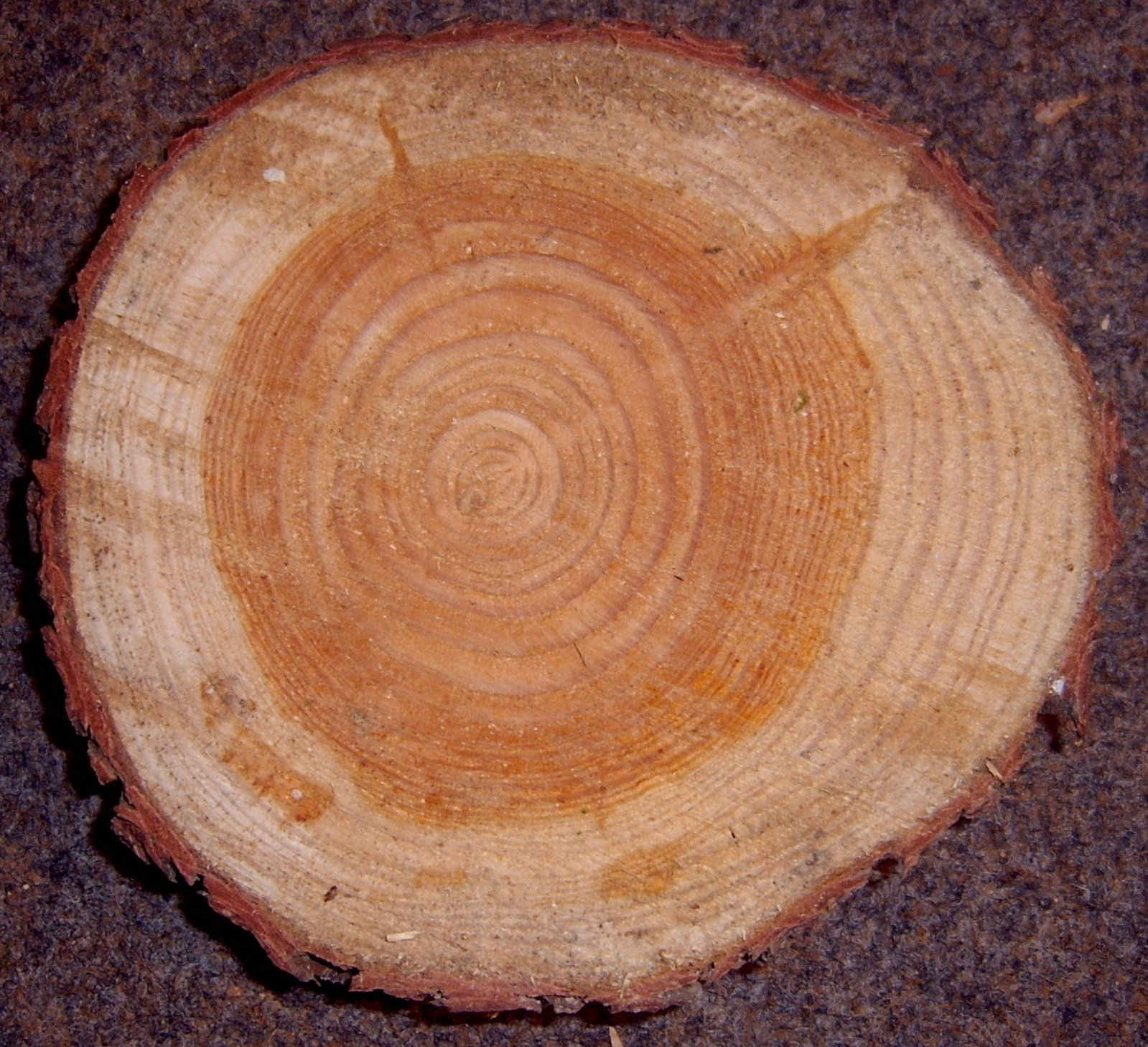
Поперечный распил европейской лиственницы

Среди европейских хвойных пород древесина лиственницы является второй по тяжести и твёрдости после редко используемой древесины тиса. Средняя плотность этой древесины 550—590 кг/м³ (в зависимости от влажности), причём самая тяжёлая древесина получается при средней ширине годичных колец 1-2 мм из-за высокой доли поздней древесины. Соответственно этому по сравнению с другими хвойными породами лиственница имеет очень хорошие показатели прочности, высокую вязкость и низкую усадку и коробление. С другой стороны, по сравнению с елью и сосной лиственница имеет склонность к косослойности, что влияет на другие свойства. Ядровая древесина очень стойка к погодным воздействиям и сравнима по долговечности с древесиной дуба, в первую очередь при использовании под водой.

## Применение

### Материал

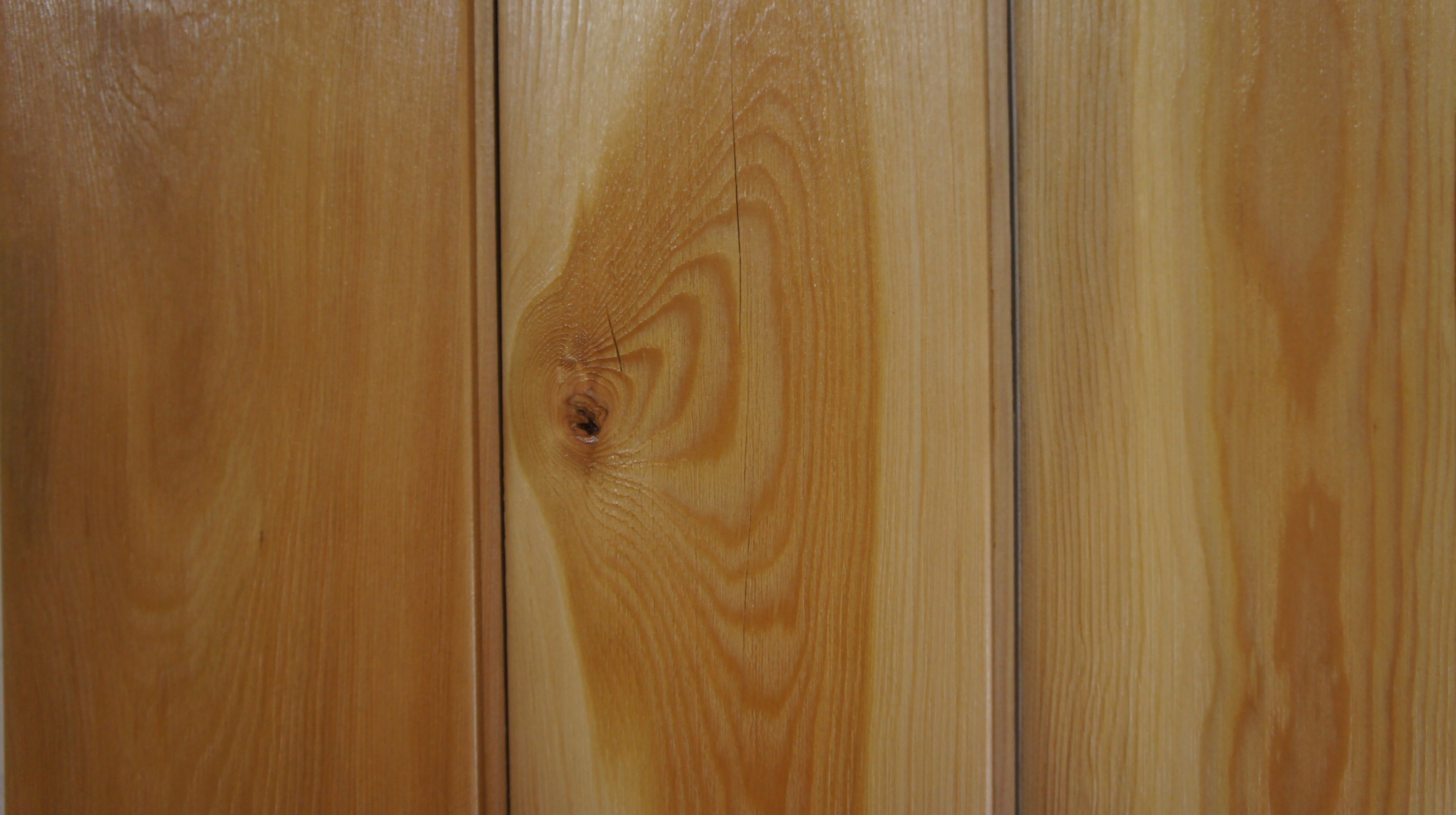
Вагонка из сибирской лиственницы

Лиственница обладает приятной золотисто-медовой окраской. Используется при изготовлении мебели, а также как строительная древесина в интерьерах и для наружного строительства домов, мостов и других строений. Поступает на рынок и перерабатывается в виде кругляка, пиломатериалов, а также как строганый шпон. Из-за своих свойств она может применяться почти во всех областях, где используются другие хвойные породы, как строительный и мебельный материал, а также во многих особых случаях применения.
В строительстве домов лиственница находит применение наряду с другими породами для строительства крыш, стен и потолков, наружных дверей, гаражных ворот, оконных рам, фасадных покрытий и украшений, а также для обширных покрытий стен, фронтонов, балконов или выступов. Регионально лиственница также охотно применяется для изготовления гонта. В интерьерном строительстве заболонь находит применение почти везде, где можно использовать дерево, из-за декоративного контраста — наряду с ядровой древесиной. Приложения включают в себя лестницы, настилы, стеновые покрытия, двери, паркет и дощатый пол. В производстве мебели эта древесина применяется как шпон и как цельная древесина, прежде всего для кухонной, крестьянской и мебели в альпийском стиле. В последние годы увеличилось использование этой древесины как замены тропическим породам.
Из-за устойчивости к осадкам, химикатам и другим воздействиям окружающей среды эта древесина во многих случаях может применяться также для наружного и специального строительства — мостов, находящихся в контакте с землёй и водой сооружений. Она применяется для изготовления емкостей для жидкостей (чаны, бочки), градирен и силосных установок. Исторически особой областью использования были прежде всего главные балки мельничных крыльев, для которых эта древесина особенно подходит из-за своей вязкости. Кроме того, лиственница применяется для свай, мачт, шпал, для различных приложений в железнодорожном, лодочном и кораблестроении, деревянных снарядов на игровых площадках, террас, деревянных тротуаров, заборов, палисадников и во многих других случаях, где необходимо использование древесины без импрегнирования. В горном деле она используется для стоек. Из лиственницы могут изготавливаться токарные изделия и бытовые предметы.
Из лиственницы изготавливался каркас кабины автомобилей ЗИС-5 и УралЗИС.

### Топливо
Использование лиственницы как топлива играет сравнительно незначительную роль. Теплота сгорания лиственницы составляет 4,4 кВт⋅ч/кг или 1700 кВт⋅ч/м³ и сравнима с древесиной сосны и дугласии. Используется прежде всего в отоплении частных домов в виде дров.

### Лекарство
Из определённых частей ствола лиственницы посредством жидкостной хроматографии получают вторичный растительный материал и биологически активный флавоноид (Таксифолин). Когда чистота этого экстракта приближается к 100 %, он обретает фармакологическое качество.
Таксифолин имеет широкий спектр действия на человеческий организм, к которому относятся, наряду с положительным воздействием при болезнях кровообращения (сосудорасширяющее, сосудоукрепляющее и снижающее давление) способность связывать реактивные формы кислорода, антиоксидантные и антиканцерогенные свойства.  